# Ginga Densetsu Weed
Ginga Densetsu Weed (銀牙伝説ウィード, Ginga Densetsu Wīdo, lit. Weed - A Lenda do Canino Cinza) é uma série de mangá escrita e ilustrada por Yoshihiro Takahashi. A série é baseada no mangá anterior de Takahashi, Ginga: Nagareboshi Gin, e conta história de Weed, filho de Ginga, o protagonista da série original. 

## Enredo
Conta a aventura de um akita azul que se chama Weed, a continuação da história de seu pai, o lendário Boss Dog Gin, e as dificuldades por ele enfrentadas,assim como os amigos de Gin que,eram novos,ficaram diferentes.